# Derthona Foot Ball Club 1908
L'A.S.D. Derthona Foot Ball Club 1908, meglio nota come Derthona, è una società calcistica italiana, con sede nella città di Tortona, in provincia di Alessandria.
Milita in Serie D, quarto livello del campionato italiano di calcio.
Fondata nel 2017 con il nome di A.S.D. HSL Derthona, si propone quale continuatrice de facto della tradizione sportiva iniziata nel 1908 con la fondazione del Derthona Foot Ball Club e interrottasi nel 2016 con la rinuncia della squadra a proseguire l'attività. Dopo un biennio di coabitazione con un'altra società attribuitasi il nome "Derthona", dal 2019 l'HSL Derthona è rimasta l'unica ad adottare il nome e la simbologia del calcio tortonese; dal 5 luglio 2022 è stata ripristinata la denominazione originale..
Dal punto di vista storico, il Derthona vanta quale maggior successo due partecipazioni ai gironi della massima serie italiana negli anni 1920 e tre al campionato di Serie B a girone unico negli anni 1930.

## Storia

### La fondazione e gli anni d'oro: le due stagioni in massima serie (1908-1925)
Il Derthona Foot Ball Club fu fondato a maggio del 1908; come ragione sociale venne ripreso l'antico toponimo latino della città di Tortona.
Dal 1908 al 1921 la società condusse attività a carattere episodico. Nel 1921-1922 si affiliò alla CCI iscrivendosi in Seconda Divisione. Vincendo la Seconda Divisione piemontese (CCI), si qualificò al girone finale Nord, che vinse. Per essere promossi in Prima Divisione (la massima serie dell'epoca) fu però necessario scontrarsi in spareggi di qualificazione contro società di massima serie, e il Derthona fu sorteggiato contro Vicenza e Treviso. Il 9 luglio 1922 a Legnano il Derthona travolse 4-0 il Vicenza condannandolo alla retrocessione e si qualificò così al turno successivo contro il Treviso: battendolo per 1-0 in entrambe le gare, il Derthona ottenne una storica promozione.
Nella stagione 1922-1923 la squadra viveva così i suoi anni d'oro con la partecipazione al campionato di prima divisione gruppo B. In quell'anno il Derthona affronta squadre come Juventus, Milan, Genoa, Bologna, Udinese e Spezia. Proprio con quest'ultima il 1º luglio 1923 allo stadio Luigi Ferraris di Genova avviene lo spareggio per la salvezza, una partita molto particolare: non essendo ancora stati introdotti i rigori per sciogliere il pareggio si giocò per ben 207 minuti (3 ore e 27 minuti), fino alla sospensione della partita per oscurità. La partita si ripeté una settimana dopo con il risultato di 3-2 in favore dello Spezia, condannando i tortonesi alla retrocessione.
Il Derthona rimase, tuttavia, in Seconda Divisione solo una stagione: nel 1923-1924, vincendo il girone A, si qualificò al girone finale Nord, che vinse con autorevolezza battendo per 8-4 la Juventus Italia di Milano all'ultima giornata, ritornando immediatamente in Prima Divisione. Ancora una volta, tuttavia, la permanenza in massima serie durò appena una stagione: a causa del 13º posto nel girone B, precipitò immediatamente in Seconda Divisione.

### Gli anni dell'anteguerra (1925-1943)
Nell'estate del 1925 venne deciso di istituire a partire dal 1926-1927 un nuovo campionato di massima serie a sedici squadre, la Divisione d'Onore (poi ribattezzata Divisione Nazionale), a cui si sarebbero classificate le migliori otto dei due gironi di Prima Divisione 1925-1926; al campionato di Prima Divisione 1926-1927, declassato a campionato cadetto, si sarebbero qualificate le otto escluse dalla Divisione d'Onore, a cui si sarebbero aggiunte le migliori quattro di ogni girone di Seconda Divisione. Nel 1925-1926 il Derthona si classificò al 2º posto nel girone A Seconda Divisione, venendo così ammessa al nuovo campionato cadetto di Prima Divisione.
Nella stagione 1926-1927 il Derthona lottò invece per non retrocedere, classificandosi 8º nel girone A di Prima Divisione. Venne eliminato al secondo turno di Coppa Italia, torneo poi annullato. Nella stagione 1927-1928, a causa del 9º posto nel girone A di Prima Divisione, venne retrocesso sul campo in Seconda Divisione, poi ripescato per allargamento quadri. Nella stagione 1928-1929 si classificò 4º nel girone B di Prima Divisione. Il campionato di Prima Divisione venne declassato a campionato di terza serie a causa della divisione del campionato di Divisione Nazionale in Serie A e Serie B.
Nella stagione 1929-1930, vinse il girone B di Prima Divisione, venendo così promosso in Serie B. Dopo appena una stagione tra i cadetti, tuttavia, il Derthona, chiudendo il torneo cadetto al 17º posto, fece immediato ritorno in Prima Divisione. Dopo una stagione di transizione, nella quale non fu mai in lotta per la promozione (6º posto nel girone D di Prima Divisione), nella stagione 1932-1933 vinse il girone D di Prima Divisione, anche se nelle finali non riuscì a centrare sul campo la promozione concludendo solo terza nel girone finale C. Venne comunque promosso d'ufficio in Serie B per allargamento quadri (istituzione del campionato di B a due gironi). Nella stagione 1933-1934, tuttavia, il Derthona non riuscì a evitare la retrocessione, chiudendo al 13º posto il girone A di Serie B. La retrocessione fu però annullata per riforma campionati. La retrocessione fu comunque rinviata solo di un anno: chiudendo il torneo cadetto 1934-1935 al 15º posto, venne retrocesso in Serie C.
Nelle stagioni successive il Derthona non riuscì mai più a lottare per la promozione in B, rischiando anzi di retrocedere più volte in Prima Divisione Regionale. Nella stagione 1936-1937, classificandosi 16º nel girone C di Serie C, venne retrocesso sul campo, salvo poi essere ripescato. La retrocessione fu solo rinviata di due anni: nel 1938-1939, a causa del 14º posto nel girone B di Serie C, la squadra precipitò addirittura in Prima Divisione regionale.
Per due stagioni il Derthona dovette subire l'onta di giocare in Prima Divisione piemontese, prima di ritrovare la Serie C al termine della stagione 1940-1941. Nel 1941-1942 e nel 1942-1943 il Derthona militò in Serie C piazzandosi a metà classifica, prima che i campionati venissero sospesi per via della seconda guerra mondiale.

### Gli anni del dopoguerra (1945-2017)

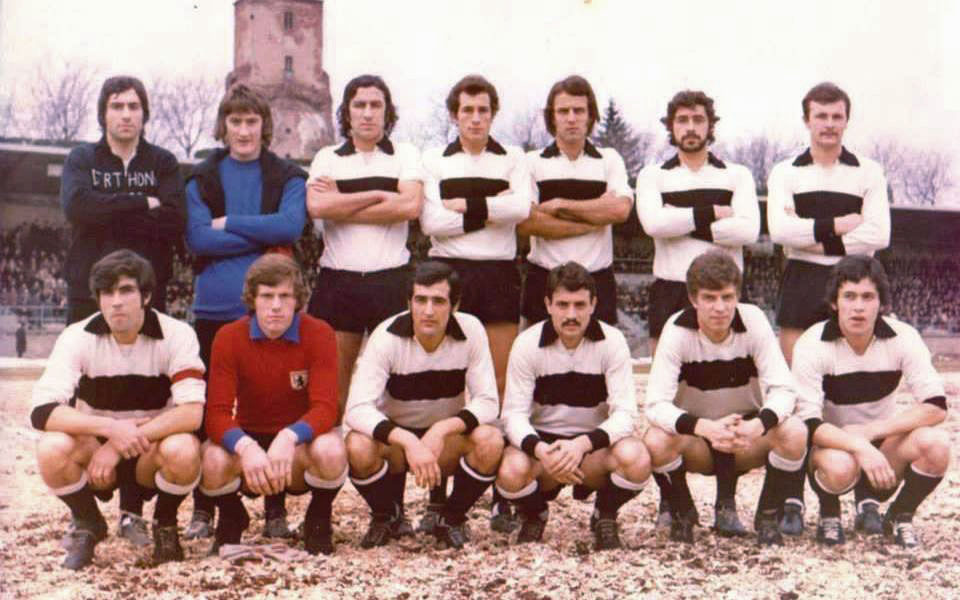
Il Derthona 1971-1972

Tra il 1956 e il 1969 il Derthona alternò promozioni e retrocessioni dalla serie D (sono gli anni della presidenza Franzosi), fino a che finalmente nel 1969 ritornò in serie C. Negli anni successivi (tranne una parentesi tra il 1975 e il 1977 nella Serie D semiprofessionistica) rimase stabilmente in Serie C, che dal 1978 si scisse in Serie C1 e Serie C2.
Nel 1988 un tracollo con quattro retrocessioni consecutive spinse la squadra in Promozione. Ne seguirono due promozioni che riportarono nel 1995 il Derthona in serie D, dove rimase fino al 2002, quando venne retrocesso in Eccellenza.
Nella stagione 2006-2007 il Derthona (divenuto associazione sportiva dilettantistica) sotto la gestione dell'ex direttore generale e allenatore Andrea Icardi, registrò il suo record negativo iscrivendosi per il quinto anno consecutivo al campionato di Eccellenza, che riuscì infine a vincere, tornando quindi in Serie D.

Il Derthona 1987-1988

Dopo tre anni di militanza in serie D, nella stagione 2009-2010 finì terzultima e retrocesse, salvo poi essere riammessa in virtù del suo lignaggio.
Dalla stagione 2012-2013 il Derthona militò nel campionato di Serie D con alterne fortune, fino al luglio 2016, quando la società rinunciò all'iscrizione al campionato, cessando di fatto l'attività sportiva. Dopo qualche mese di quiescenza, nel gennaio 2017 ne venne dichiarato il fallimento.

### La rinascita con l'HSL Derthona (2017)
Successivamente, due diverse società calcistiche di Tortona si proposero (unilateralmente e senza alcun avallo ufficiale) come continuatrici della tradizione storica del Derthona F.B.C.: la S.S.D. Calcio Derthona (nota in precedenza come A.P.D. Tortona Villalvernia e successivamente come A.P.D. Calcio Tortona, militante in Serie D) e l'A.S.D. HSL Derthona (acronimo di Hic Sunt Leones, in riferimento al Leone rampante presente sia nello storico logo che nello stemma cittadino), società costituita dai tifosi bianconeri previo cambio di denominazione e sede sociale della previgente Unione Sportiva Dilettantistica Villaromagnano, militante in Prima Categoria.
La tifoseria del Derthona, che già nel 2015 aveva rilevato la proprietà dello storico marchio del leoncello tramite il trust Noi siamo il Derthona, si schierò compatta sin dall'inizio a sostegno dell'HSL Derthona, concedendole l'uso della simbologia e riconoscendola quale unica rappresentante della tradizione sportiva tortonese.
La storia dell'HSL Derthona iniziò con la vittoria della Coppa regionale di divisione e del proprio girone di Prima Categoria, a seguito di un prolungato duello con il BonBon Lu, risoltosi solo previa disputa di uno spareggio; analogamente vittoriosa è la stagione successiva in Promozione, quando i "nuovi leoncelli" hanno centrato ancora l'accoppiata campionato-coppa, guadagnandosi il ritorno in Eccellenza.
Dal 2019, con la cessazione delle attività del Calcio Derthona (che dopo essere retrocesso dalla Serie D aveva disputato una modesta stagione in Eccellenza), l'HSL Derthona è rimasto l'unica società a dichiarare un collegamento con la tradizione sportiva cittadina.
Nella stagione 2019-2020, trovandosi primo nel proprio girone d'Eccellenza (a pari punti con il Saluzzo) al momento della sospensione delle attività sportive a causa della pandemia di COVID-19, l'HSL Derthona viene dichiarato vincitore ex aequo del raggruppamento e ottiene la terza promozione consecutiva, acquisendo il diritto di partecipare alla Serie D.
Il 5 luglio 2022 la società completa l'iter burocratico necessario per riacquisire la denominazione storica originale, cambiando quindi ragione sociale in A.S.D. Derthona Foot Ball Club 1908.

## Colori e simboli

### Colori
Fin dalla fondazione il Derthona adotta quali tinte sociali il bianco e il nero, mutuate dalle maglie di due tra le maggiori società degli albori del calcio italiano (la Pro Vercelli e il Casale): tale scelta marcò la volontà da parte dei fondatori di rifarsi allo stile di gioco e ai successi dei più prestigiosi club del tempo.
Di norma la maglia interna è perlopiù nera con finiture bianche; sono anche state usate divise strisciate o fasciate. La maglia esterna adotta proporzioni cromatiche inverse; le terze divise (laddove utilizzate) hanno invece giostrato su varie tinte, quali giallo, verde, blu e rosso.

### Simboli ufficiali
Il simbolo ufficiale della società è da sempre il "leoncello", un leone rampante (tipicamente nero) che regge nelle zampe anteriori una rosa; esso è mutuato dallo stemma civico di Tortona, risalente al XIII secolo, che raffigura e attribuisce alla città le virtù cavalleresche di valore, lealtà e cortesia.

## Strutture

### Stadio
Il primo campo del Derthona fu il "Campo di Strada Fornaci", comunemente conosciuto come "Campo Fornaci" malgrado la via fosse in seguito ridenominata dall'amministrazione comunale "via Guala", campo che fu inaugurato nel 1919 e utilizzato per le amichevoli prima dell'iscrizione ai campionati ufficiali FIGC.
Il campo aveva dimensioni 101 x 60 e fu dotato di una tribuna coperta che poteva ospitare solo 4 000 spettatori e per questo motivo inadeguato per il campionato di Prima Divisione 1924-1925 dovendo ospitare importanti squadre quali Alessandria, Bologna, Juventus, Milan e Pro Vercelli che portarono a Tortona molti spettatori paganti.
Malgrado più volte ristrutturato dal Comune, il campo Fornaci fu più che sufficiente a disputare i campionati regionali e interregionali finché si decise la sua definitiva dismissione a fine anni '50 progettando quello nuovo che fu costruito a cavallo degli anni 1958 e 1959.
Il nuovo stadio comunale di Tortona, intitolato alla memoria del ciclista Fausto Coppi, fu inaugurato all'inizio della stagione 1959-1960 con capitali privati (su iniziativa del commendator Pio Franzosi, longevo e munifico patròn del club).
Lo stadio sorge sulla collina del castello di Tortona e ha una capienza di 3 475 posti divisi tra tribuna e gradinata. La copertura della tribuna fu ultimata nel 1962.

## Allenatori e presidenti
- 1908-14:  Lanata
- 1914-24:  Natale Carlo Oddone
- 1924-25: Révész (?),  Natale Carlo Oddone
- 1925-27:  Natale Carlo Oddone, Ottavio Piccinini
- 1927-31:  Ottavio Piccinini
- 1931-32:  Giovanni Battista Rebuffo
- 1932-35:  Ottavio Piccinini
- 1935-37:  Carlo Crotti
- 1937-38:  Ottavio Piccinini e Carlo Crotti, poi Armando Bellolio
- 1938-39:  Onorato Bonzani
- 1939-41:  Pietro Forotti
- 1941-42:  Pietro Forotti, poi Giovanni Chiesa
- 1942-43:  Carlo Gianelli
- 1945-46:  Giovanni Renati
- 1946-47:  Giovanni Renati e Giovanni Chiesa
- 1947-48:  Giovanni Battista Rebuffo, Ottavio Piccinini e Giovanni Chiesa, poi Carlo Crotti
- 1948-53:  Giuseppe Stella
- 1953-54:  Luigi Diamante
- 1954-55:  Villani, Orlando Sain e Angelo Raccone
- 1955-56:  Elvio Banchero, poi Mario Pietruzzi
- 1956-59:  Mario Pietruzzi
- 1959-60:  Mario Pietruzzi e Giovanni Battista Rebuffo
- 1960-61:  Mario Pietruzzi
- 1961-62:  Mario Pietruzzi, poi Luigi Soffrido
- 1962-63:  Luigi Soffrido
- 1963-64:  Pellini, poi Alfonso Borra
- 1964-66:  Giovanni Mialich
- 1966-68:  Domenico Cattaneo
- 1968-70:  Ubaldo Narducci
- 1970-71:  Giovanni Mialich, poi Carlo Cosola
- 1971-73:  Cesare Campagnoli
- 1973-74:  Cesare Campagnoli, poi Carlo Cosola
- 1974-75:  Vincenzo Rigamonti, poi Raffaele Cuscela
- 1975-78:  Piero Cucchi
- 1978-79:  Giuseppe Trinchero, poi Ambrogio Pelagalli
- 1979-80:  Ambrogio Pelagalli
- 1980-81:  Giorgio Veneri
- 1981-82:  Carlo Soldo
- 1982-83:  Angelo Domenghini
- 1983-84:  Valentino Persenda
- 1984-85:  Angelo Domenghini
- 1985-86:  Adriano Lombardi
- 1986-87:  Angelo Domenghini
- 1987-90:  Ambrogio Pelagalli
- 1990-91:  Angelo Domenghini, dalla 13ª giornata Natalino Fossati
- 1991-92:  Umberto Domenghini, dalla 17ª giornata Antonio Simoniello
- 1992-93:  Umberto Domenghini, dalla 18ª giornata Giacomo Bonacina
- 1993-94:  Luigi Manueli
- 1994-95:  Luigi Manueli, dalla 12ª giornata Franco Della Donna
- 1995-97:  Franco Della Donna
- 1997-98:  Massimo Venturini, dalla 18ª giornata Vladimiro Zunino, dalla 32ª giornata Alessandro Sisti
- 1998-99:  Sergio Gori, dalla 31ª giornata Renzo Semino
- 1999-01:  Manuele Domenicali
- 2001-02:  Pietro Villa, dall'11ª giornata Franco Allievi, dalla 15ª giornata Giacomo Bonacina, dalla 16ª giornata Pietro Villa, dalla 23ª giornata Antonio Simoniello
- 2002-03:  Mario Benzi
- 2003-04:  Andrea Icardi
- 2004-05:  Renzo Semino
- 2005-06:  Andrea Icardi
- 2006-07:  Stefano Civeriati, dalla 29ª giornata Francesco Musumeci
- 2007-08:  Felice Tufano, dall'8ª giornata Mario Benzi
- 2008-09:  Giuseppe Fornara, dalla 15ª giornata Renzo Semino
- 2009-10:  Paolo Diliberto, dalla 5ª giornata Giancarlo Benedini, dalla 7ª giornata Paolo Diliberto, dalla 9ª giornata Roberto Sorrentino, dall'11ª giornata Cristian Rolandi, dalla 16ª giornata Claudio Lusignani, dalla 17ª giornata Stefano Melchiori, dalla 27ª giornata Lorenzo Mazzeo
- 2010-11:  Marco Falsettini, dalla 9ª giornata Claudio Lombardo, dalla 28ª giornata Stefano Melchiori
- 2011-12:  Michelangelo Rampulla, dalla 17ª giornata Cristiano Bacci, dalla 35ª giornata Emanuele Balsamo
- 2012-13:  Simone Banchieri
- 2013-14:  Stefano Guidoni, dalla 1ª giornata Cisco Guida, dalla 3ª giornata Roberto Scarnecchia, dalla 13ª giornata  Raúl Longhi, dalla 18ª giornata Roberto Scarnecchia
- 2014-15:  Simone Banchieri, dalla 19ª giornata Manuele Domenicali, dalla 20ª giornata Fabrizio Daidola, dalla 27ª giornata Simone Banchieri, dalla 37ª giornata Emanuele Balsamo
- 2015-16:  Giancarlo Calabria
- 2016-17: club inattivo
- 2017-18:  Maurizio Vennarucci, dalla 1ª giornata Antonio Del Giacco, dalla 2ª giornata Francesco Mura, dalla 15ª giornata Luca Pellegrini
- 2018-19:  Luca Pellegrini
- 2019-20:  Luca Pellegrini
- 2020-21:  Luca Pellegrini, dalla 24ª giornata Giovanni Zichella
- 2021-22:  Giovanni Zichella
- 2022-2023:  Fabio Fossati, dalla 9ª giornata Marcello Chezzi, dalla 33ª giornata Fabrizio Daidola
- 2023-:  Fabrizio Daidola - dalla 27ª giornata Stefano Turi

- 1908-11:  Luigi Bajardi
- 1911-12:  Alessio — Quaglia
- 1912-15:  Giovanni Queirolo
- 1921-22:  Edmondo Zavattari
- 1922-23:  Pietro Bonissone
- 1923-24:  Enrico Arezzi, Mario Agosta
- 1924-25:  Mario Romita
- 1925-26:  Francesco Tedeschi
- 1926-27:  Pasquale Canegallo
- 1927-28:  Mario Agosta
- 1928-29:  Carlo Torriglia, Carlo Poggio "comm. straordinario"
- 1929-30:  Carlo Poggio, Marcello Bottazzi
- 1930-31:  Marcello Bottazzi
- 1931-32:  Arturo Bassi "comm. Straordinario"
- 1932-33:  Franco Negro
- 1933-35:  Innocenzo Goggi
- 1935-36:  Gian Vincenzo Brizio
- 1936-37:  Gian Vincenzo Brizio, Alessandro Agosta
- 1937-38:  Alessandro Agosta
- 1938-39:  Federico Ragni "comm. straordinario"
- 1939-40:  Luigi Gramegna
- 1940-41:  Aldo Croce
- 1941-42:  Marco Bassi
- 1942-43:  Carlo Di Mattei, Nicola Mondelli
- 1943-45:  Carlo Mondelli
- 1945-47:  Luigi Sacco
- 1947-49:  Mario Mariani
- 1949-51:  Nicola Mondelli
- 1951-52:  Pier Fausto Orsi
- 1952-54:  Nicola Mondelli
- 1954-55:  Franco Franzanti
- 1955-61:  Pio Franzosi
- 1961-62:  Vittorio Franzosi
- 1962:  commissione direttiva ("Pentarchia")
- 1962-70:  Franco Nicola
- 1970-71:  Luigi Meucci, Sergio Gianferrari
- 1971-72:  Sergio Gianferrari
- 1972-73:  Giannino Cattaneo
- 1973-76:  Franco Figlios
- 1976-77:  Enzo Pareti
- 1977-80:  Carlo Borasi
- 1980-82:  Paolo Raviola
- 1982-83:  Carlo Borasi
- 1983-86:  Vittorio Vinciguerra
- 1986-90:  Eraldo Zanaboni
- 1990-92:  Franco Nicola
- 1992-96:  Emilio Frascolino
- 1996-98:  Gian Maria Carboni
- 1998-04:  Carmelo Quattrone
- 2004-07:  Giovanni Icardi
- 2007-09:  Gianluca Barabino
- 2009-10:  Vittorio Massano, poi Stefano Banfo, poi Giuseppe Del Moro, poi Sergio Teducci
- 2010-11:  Ambrogio Pelagalli
- 2011-12:  Ugo Bariani, poi Ambrogio Pelagalli
- 2012-14:  Flavio Tonetto
- 2014-16:  Riccardo Sonzogni
- 2016-17: club inattivo
- 2017-18:  Gianluca Sacchi
- 2018-22:  Fabio Toso
- 2022-:  Cristiano Cavaliere

## Calciatori

### Contributo alle Nazionali di calcio
Durante la stagione 2021-2022 nel campionato di Serie D l'attaccante Cherif Diallo in forza al Derthona venne convocato dalla Nazionale calcistica maggiore della Liberia, per disputare alcune amichevoli contro Benin, Sierra Leone e Burundi.

## Palmarès

### Competizioni nazionali
- Seconda Divisione: 2

1921-1922, 1923-1924

### Competizioni regionali
- Eccellenza Piemonte-Valle d'Aosta: 3

1994-1995 (girone A), 2006-2007 (girone B), 2019-2020 (girone B)
- Coppa Italia Dilettanti Piemonte-Valle d'Aosta: 2

2002-2003, 2003-2004
- Supercoppa Piemonte-Valle d'Aosta: 1

2006-2007
- Promozione Piemonte-Valle d'Aosta: 2

1993-1994 (girone C), 2018-2019 (girone D)
- Coppa Italia Promozione Piemonte-Valle d'Aosta: 1

2018-2019
- Prima Categoria Piemonte-Valle d'Aosta: 1

2017-2018 (girone H)

### Altri piazzamenti
- Serie C2:

Secondo posto: 1986-1987 (girone A)
- Serie D:

Secondo posto: 1959-1960 (girone A), 1967-1968 (girone B)
Terzo posto: 1960-1961 (girone A), 1976-1977 (girone A), 1977-1978 (girone A), 1999-2000 (girone A)
- Eccellenza:

Terzo posto: 2004-2005 (girone A)
- Coppa Italia Dilettanti:

Finalista: 2002-2003
Semifinalista: 2003-2004

### Onorificenze
- Coppa Nazionale Disciplina (Serie A, B, C e D): 1

1967-1968
- Coppa Nazionale Disciplina (Serie C2): 1

1986-1987
- Coppa Disciplina Regionale Eccellenza: 1

2003-2004
- Stella d'Argento del C.O.N.I. "Al merito sportivo"

1978-1979
- Premio di benemerenza sportiva:

1994-1995

## Statistiche e record

### Partecipazione ai campionati
| Livello | Categoria                       | Partecipazioni | Debutto   | Ultima stagione | Totale |
| ------- | ------------------------------- | -------------- | --------- | --------------- | ------ |
| 1º      | Prima Divisione                 | 2              | 1922-1923 | 1924-1925       | 2      |
| 2º      | Seconda Divisione               | 3              | 1921-1922 | 1925-1926       | 8      |
| 2º      | Prima Divisione                 | 2              | 1926-1927 | 1927-1928       | 8      |
| 2º      | Serie B                         | 3              | 1930-1931 | 1934-1935       | 8      |
| 3º      | Prima Divisione                 | 3              | 1928-1929 | 1932-1933       | 21     |
| 3º      | Serie C                         | 14             | 1935-1936 | 1973-1974       | 21     |
| 3º      | Serie C1                        | 3              | 1987-1988 | 1989-1990       | 21     |
| 4º      | Promozione                      | 2              | 1948-1949 | 1950-1951       | 30     |
| 4º      | IV Serie                        | 1              | 1958-1959 | 1958-1959       | 30     |
| 4º      | Serie D                         | 17             | 1959-1960 | 2023-2024       | 30     |
| 4º      | Serie C2                        | 10             | 1978-1979 | 1990-1991       | 30     |
| 5º      | Campionato Interregionale       | 1              | 1991-1992 | 1991-1992       | 15     |
| 5º      | Campionato Nazionale Dilettanti | 4              | 1995-1996 | 1998-1999       | 15     |
| 5º      | Serie D                         | 10             | 1999-2000 | 2013-2014       | 15     |

## Tifoseria

### Storia
I gruppi organizzati a oggi presenti in gradinata sono i "Lions Supporters", "Area Bianconera", "Vecchie Maniere" e il "Derthona Club Vittorio Vinciguerra".

### Gemellaggi e rivalità
La tifoseria bianconera sostiene dei gemellaggi con le tifoserie di Verbania, Imperia e Savona. Tra le rivalità, spiccano quelle con i tifosi dell'Alessandria, dell'Asti, della Giana Erminio e del Pavia.